# Takeshi Motoyoshi
Takeshi Motoyoshi (født 26. juli 1967) er en japansk fodboldspiller. Han var en del af den japanske trup ved AFC Asian Cup 1988.